# Anomalotrema putjatini
Anomalotrema putjatini är en plattmaskart. Anomalotrema putjatini ingår i släktet Anomalotrema och familjen Opecoelidae. Inga underarter finns listade i Catalogue of Life.